# Leucania sassanidica
Leucania sassanidica là một loài bướm đêm trong họ Noctuidae.